# Christian Conteh
Christian Joe Conteh (* 27. August 1999 in Hamburg) ist ein deutsch-ghanaischer Fußballspieler.

## Karriere
Conteh wurde in seiner Heimatstadt Hamburg beim TSV Wandsetal, SC Concordia sowie beim SC Victoria fußballerisch ausgebildet. Zur Saison 2017/18 wechselte Conteh zu den A-Junioren (U19) des FC St. Pauli, mit denen er in der A-Junioren-Bundesliga spielte. Zudem spielte er im April 2018 bereits einmal in der zweiten Mannschaft in der viertklassigen Regionalliga Nord. Zur Saison 2018/19 verpasste der Flügelspieler den Sprung in die Profimannschaft, die in der 2. Bundesliga spielte, und wurde fest in die zweite Mannschaft integriert. Er kam 25-mal zum Einsatz und erzielte ein Tor.
Durch Verletzungsprobleme von Stammspielern zog ihn der Cheftrainer Jos Luhukay in den Profikader hoch und bot ihn am 1. Spieltag der Zweitligasaison 2019/20 beim 1:1 gegen Arminia Bielefeld in der Startelf der Profis auf, wobei er den Führungstreffer erzielte. Bis Ende Oktober kam er zu 6 weiteren Zweitligaeinsätzen, in denen er ein Tor erzielte. Nach mehreren Verletzungen kam Conteh bis zum Saisonende zu keinem Einsatz mehr.
Zur Saison 2020/21 wechselte Conteh zum niederländischen Erstligisten Feyenoord Rotterdam, bei dem er einen Vertrag bis zum 30. Juni 2024 unterschrieb. Aufgrund diverser Verletzungen kam der Flügelspieler nur zu 2 Einwechslungen in der Eredivisie.
Mitte August 2021 kehrte Conteh in die 2. Bundesliga zurück und wechselte bis zum Ende der Saison 2021/22 auf Leihbasis zum SV Sandhausen. Bis zur Winterpause kam er für den abstiegsbedrohten Verein lediglich 4-mal als Einwechselspieler zum Einsatz. Anfang Januar 2022 stieg der 22-Jährige nicht mehr in die Wintervorbereitung ein und wurde bis zum Saisonende an den niederländischen Zweitligisten FC Dordrecht weiterverliehen. Dort kam Conteh wieder häufiger zum Einsatz, sodass für ihn am Saisonende 16 Einsätze, 14 Startelfnominierungen und 4 Tore zu Buche standen.
Zur Saison 2022/23 kehrte Conteh nicht nach Rotterdam zurück, sondern wechselte für ein Jahr auf Leihbasis in die 3. Liga zum Absteiger Dynamo Dresden.
Auch nach der Leihe nach Dresden kehrte Conteh nicht zu Feyenoord Rotterdam zurück, der ursprünglich bis 2024 laufende Vertrag wurde einvernehmlich aufgelöst. Er schloss sich daraufhin dem VfL Osnabrück in der 2. Bundesliga an. Nach dem Abstieg mit Osnabrück wechselte er Juli 2024 zu Eintracht Braunschweig und unterschrieb dort einen Vertrag bis 2026.

## Privates
Sein älterer Bruder Sirlord Conteh (* 1996) ist ebenfalls Fußballspieler und spielt derzeit beim 1. FC Heidenheim. Die Eltern der Brüder stammen aus Ghana und kamen in den 1990er Jahren nach Deutschland.